# Castello di Grésillon
Il castello di Grésillon (in esperanto Kastelo Greziljono oppure Grezijono; in francese Château de Grésillon) è un castello sito a Baugé-en-Anjou, nella regione dei castelli della Loira, in Francia.
Ospita spesso convegni internazionali di esperantofoni ed è nota in esperanto col nome «Kulturdomo de Esperanto» (lett. "casa culturale dell'esperanto").

## Descrizione
La proprietà si estende su un parco di 18 ettari, comprendente uno stagno e aree boschive. L'edificio principale è una dimora risalente al secolo XIX adibita a struttura ricettiva.
Nei primi anni dopo il passaggio di proprietà esperantista, il castello necessitò d'importanti lavori di ristrutturazione, eseguiti spesso con l'aiuto di volontari esperantofoni.

## Attività esperantista
La struttura è di proprietà dell'organizzazione senza scopo di lucro «Kulturdomo de Esperanto» (in francese Maison culturelle de l’Espéranto, lett. "casa culturale dell'esperanto") fondata per iniziativa del francese Henri Micard, che l'acquisì nel 1951 grazie alle donazioni di circa 300 esperantisti unitisi in una cooperativa.
Il castello divenne ufficialmente proprietà della cooperativa «Kulturdomo de la Francaj Esperantistoj» (lett. "casa culturale degli esperantisti francesi") nel gennaio 1952.
Al termine dei lavori di ristrutturazione, il castello di Grésillon è divenuto un importante punto di riferimento per la comunità esperantista internazionale, ospitando tra gli altri convegni della SAT, REF (associazione delle famiglie esperantofone) e di Espéranto-France e regolarmente stage linguistici a vari livelli, attività culturali, conferenze ed eventi sociali durante le vacanze pasquali e i mesi estivi.
La struttura ha anche sviluppato un forte legame con la comunità locale, come testimoniato dalla creazione di un gruppo esperantista a Baugé e dall'intitolazione di una via a Ludovico Lazzaro Zamenhof, l'iniziatore dell'esperanto. Nel 2012, la cooperativa proprietaria ha ufficializzato il nome di "Kulturdomo de Esperanto".

## Galleria d'immagini

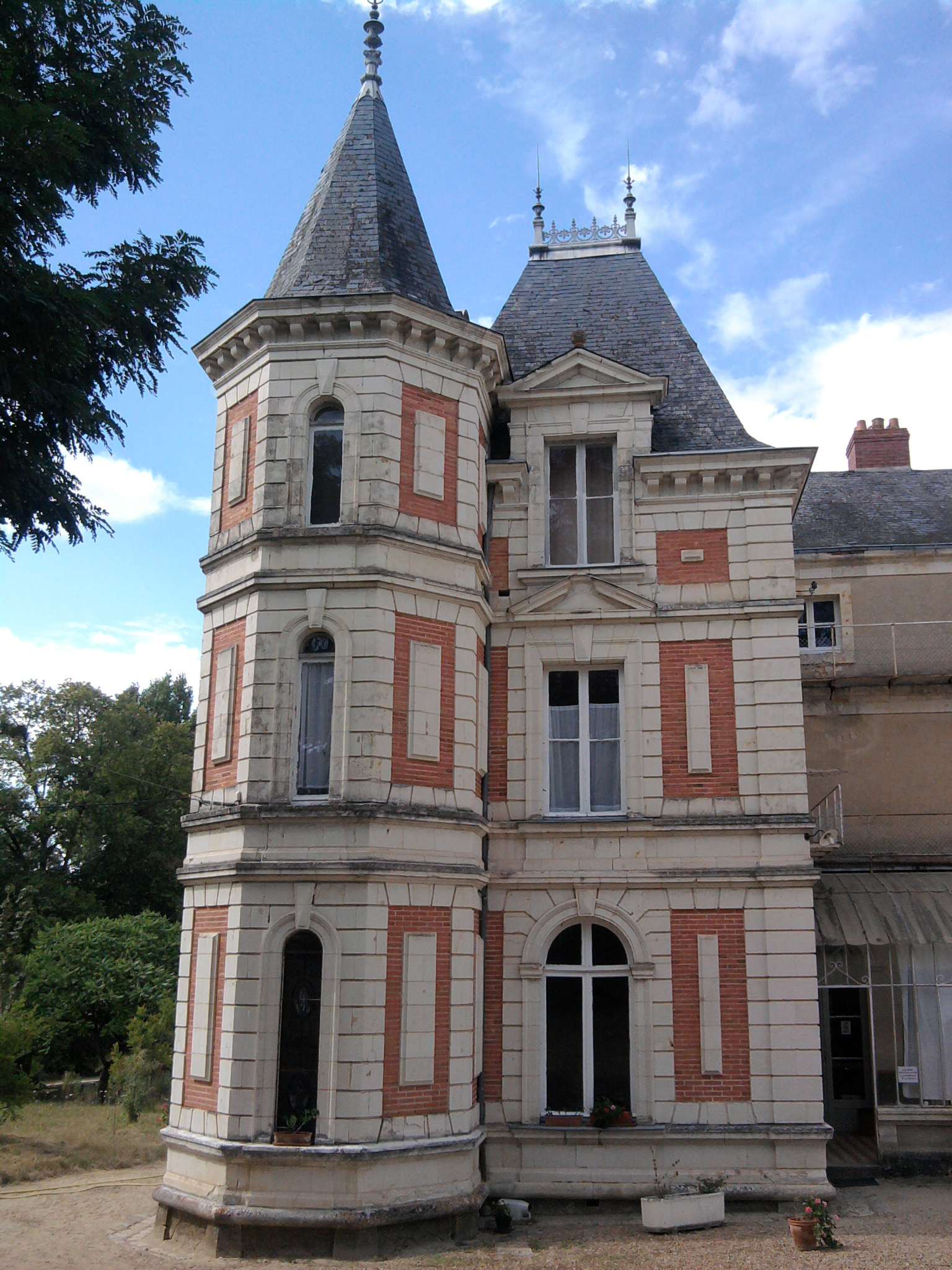
Torre.
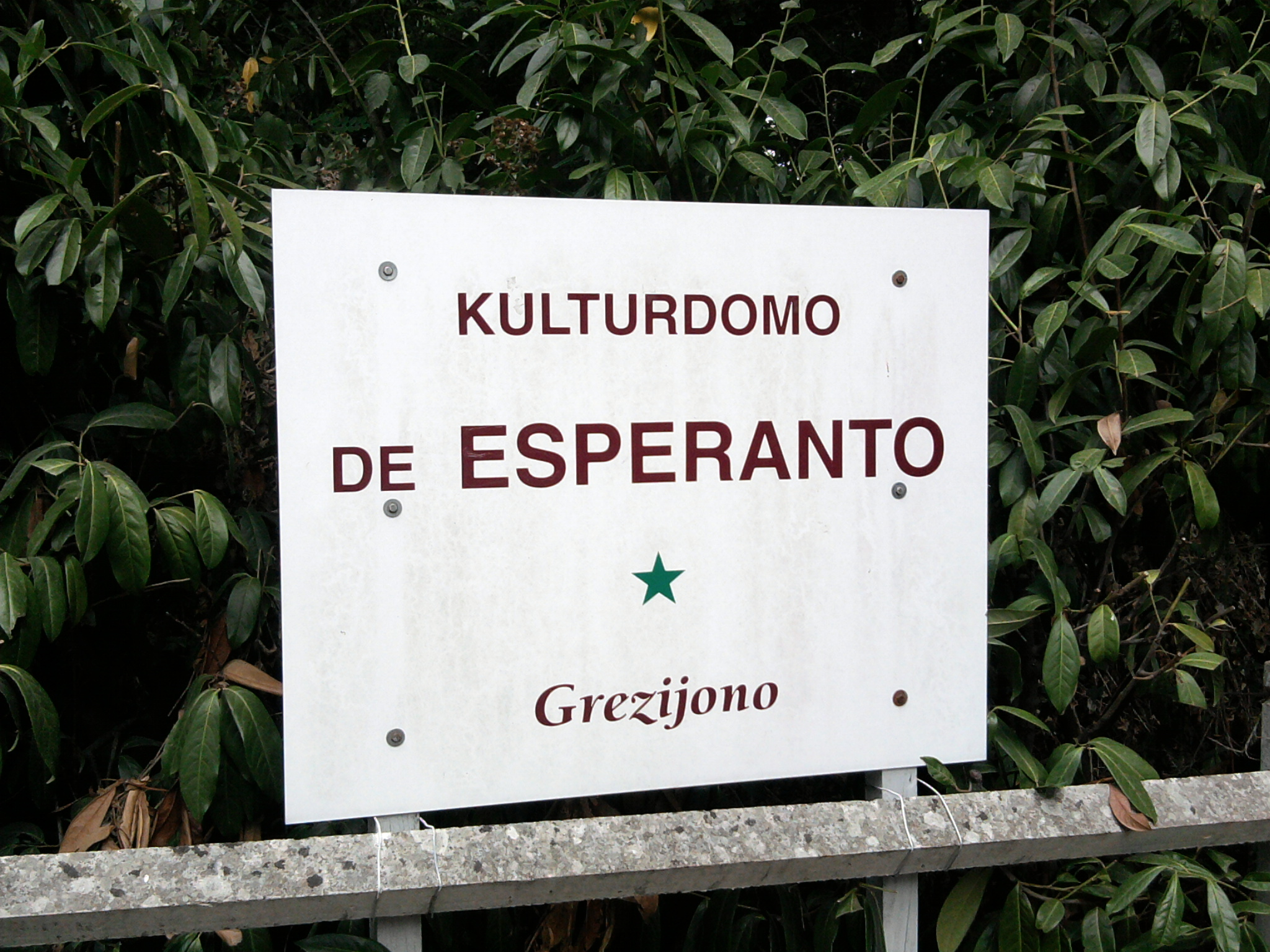
Ingresso al parco.
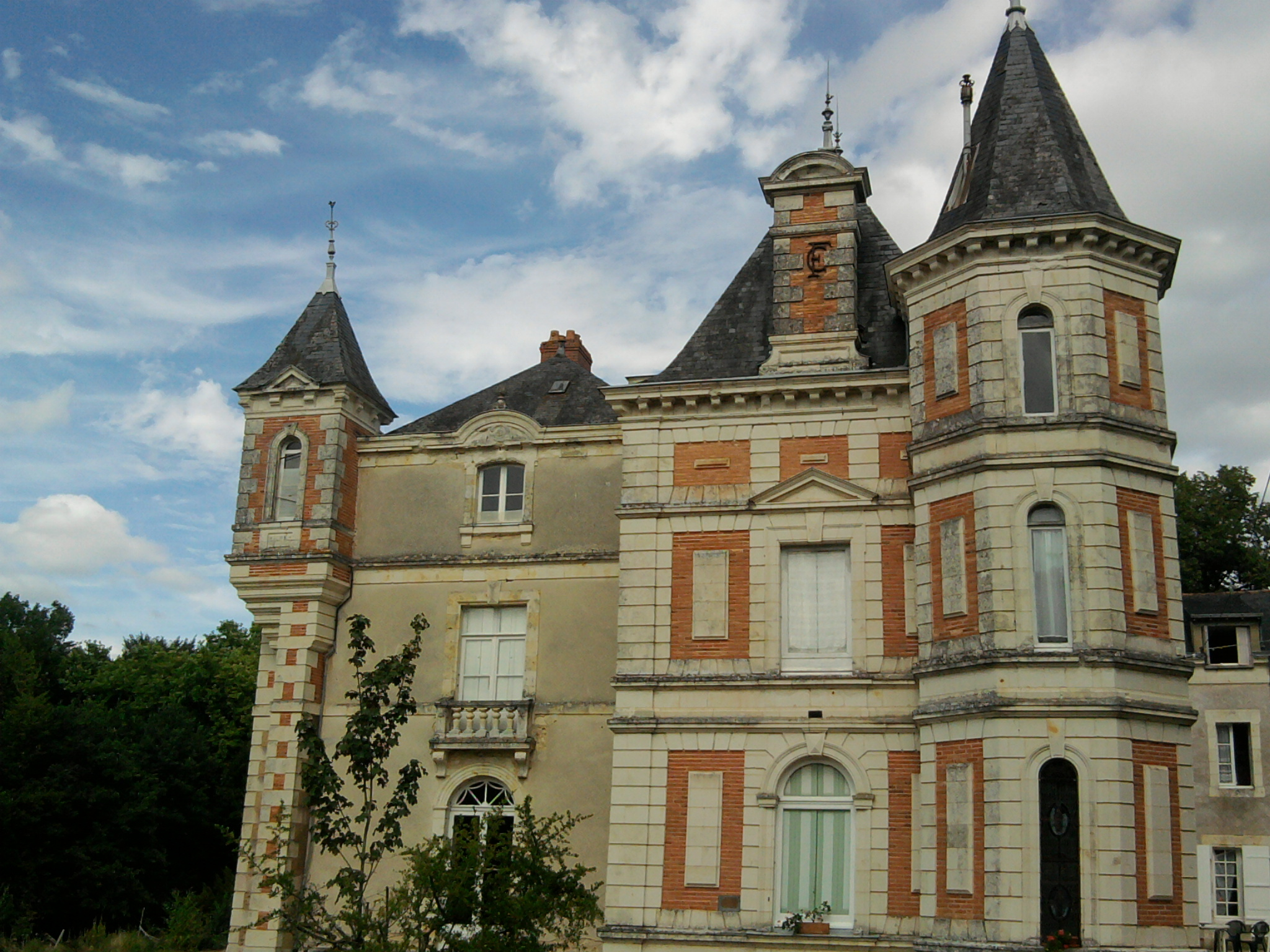
Parete esterna.
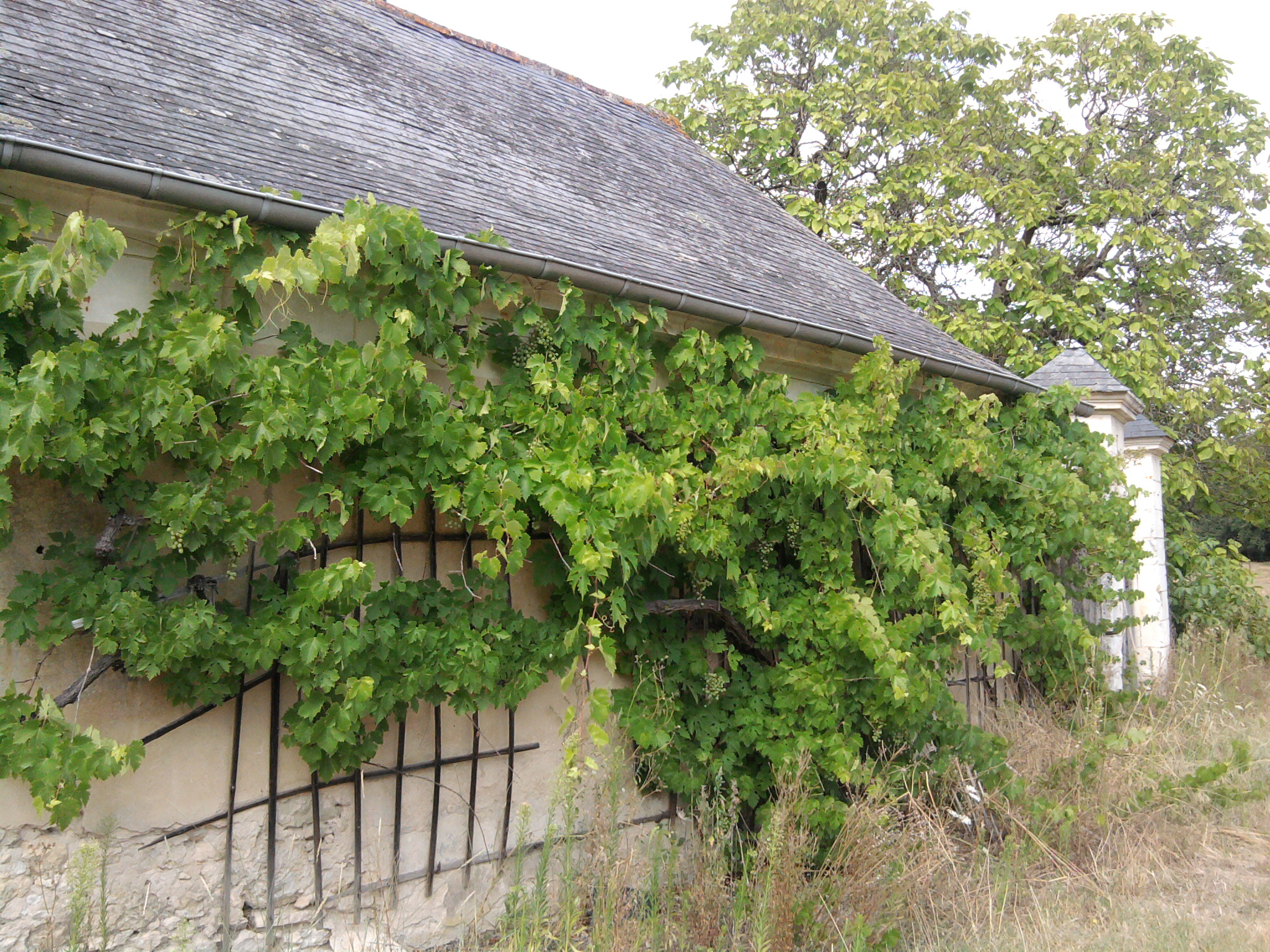
Vitigni sul perimetro laterale.
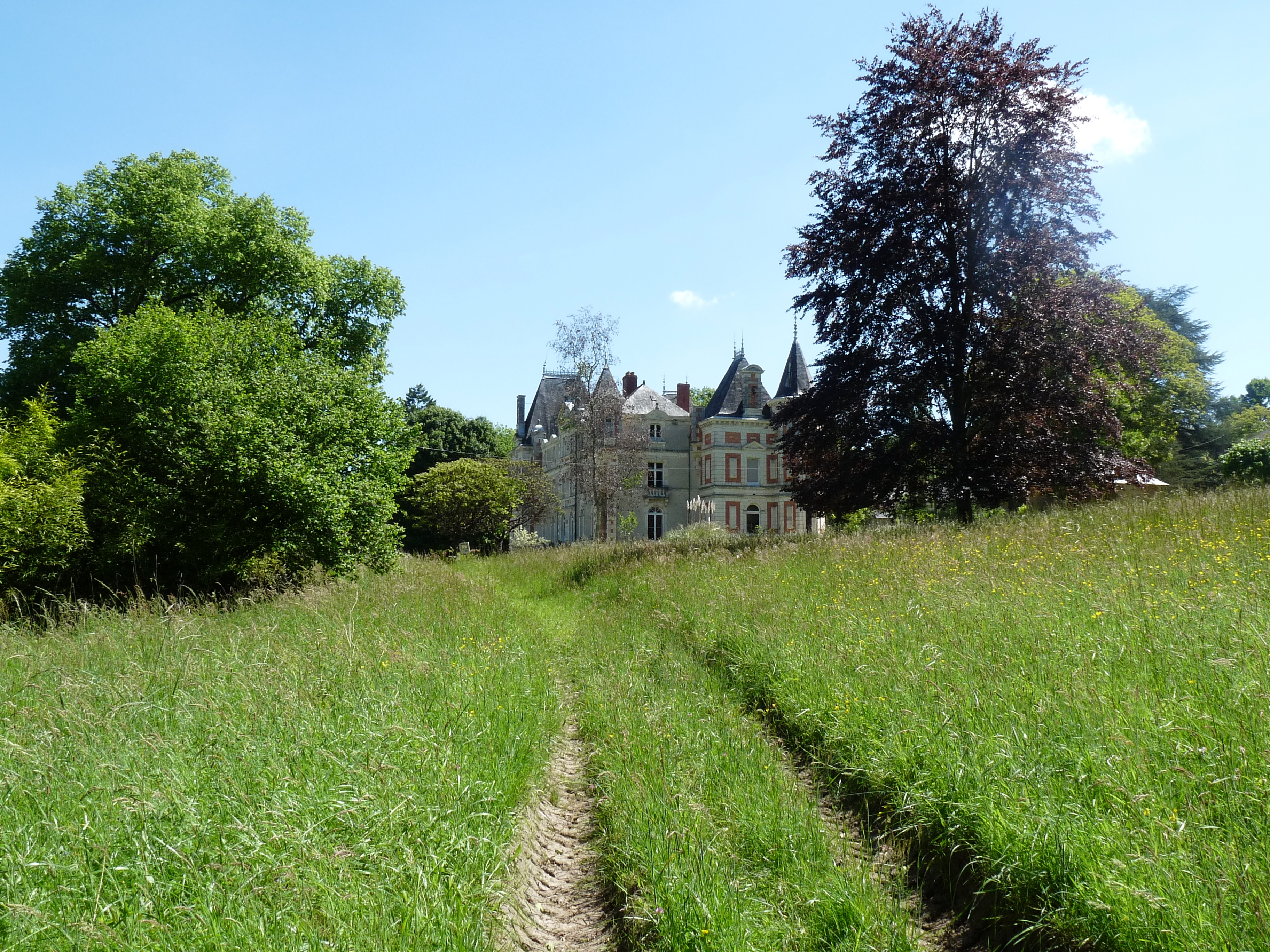
Dintorni del castello.
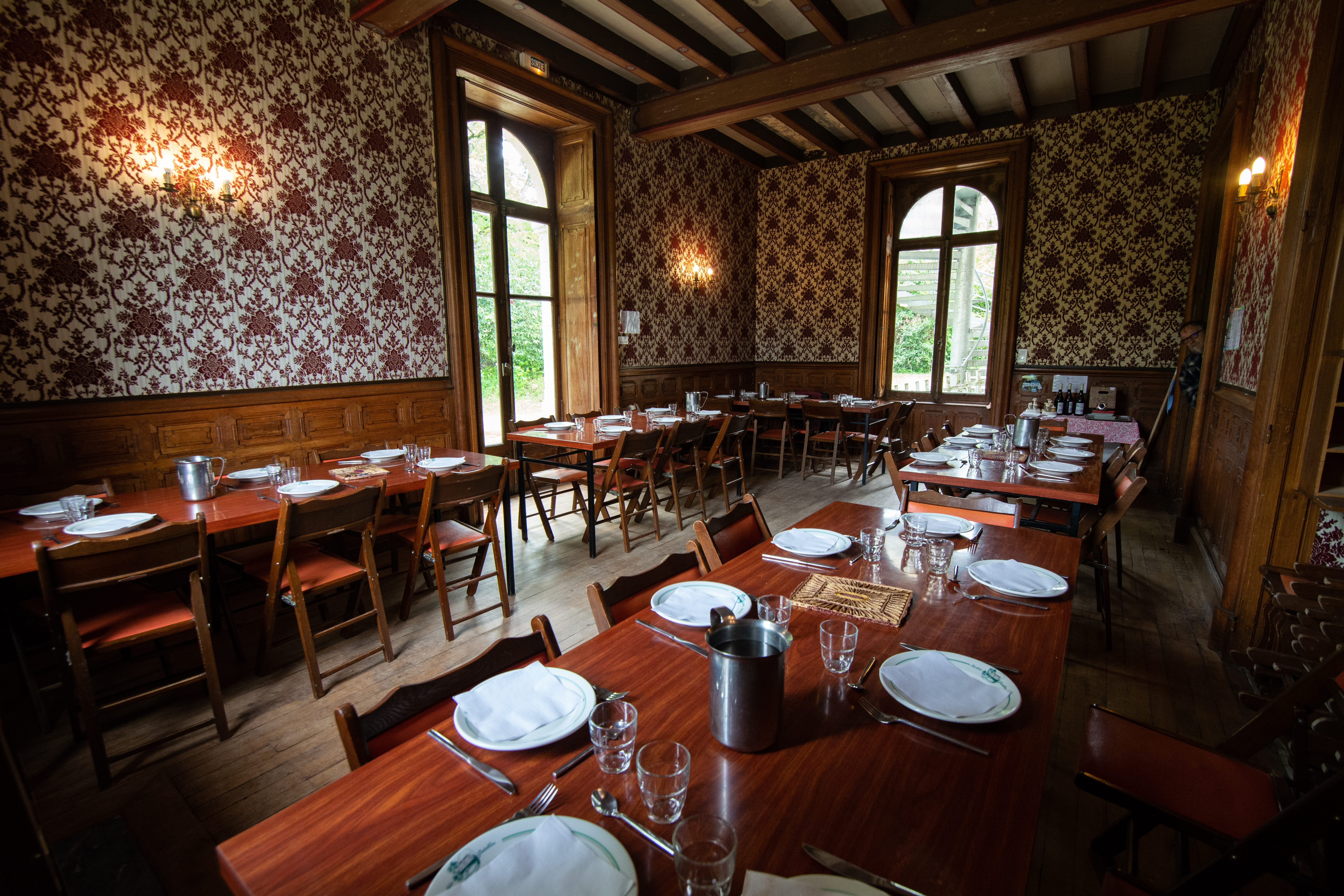
Sala da pranzo.
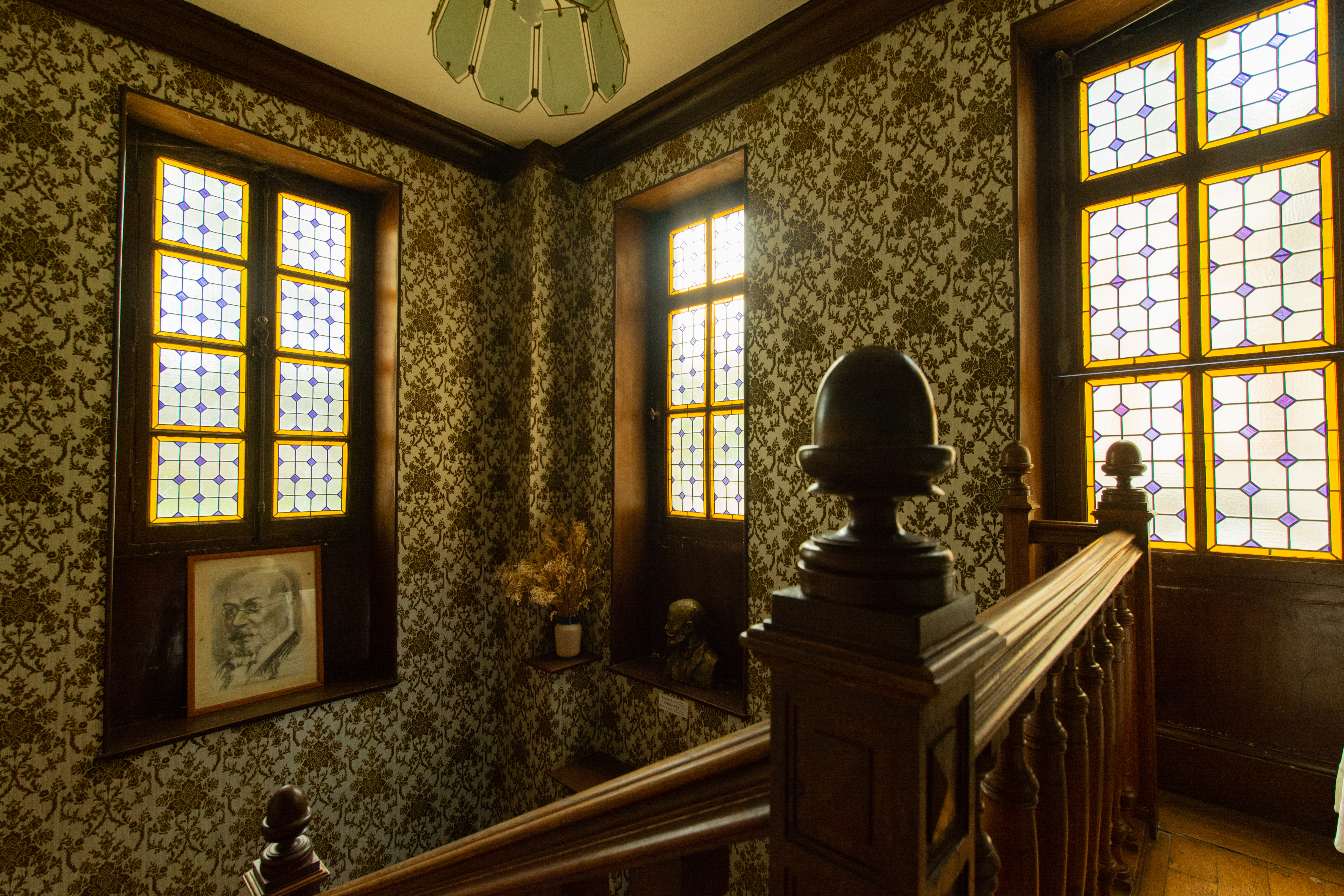
Scalinata col ritratto di L. L. Zamenhof.